# Discouraged Ones
Discouraged Ones è il terzo album in studio del gruppo musicale svedese Katatonia, pubblicato il 27 aprile 1998 dalla Avantgarde Music.

## Descrizione
Composto da undici brani, l'album si distanzia dai precedenti per le sonorità maggiormente gothic metal, caratterizzandosi per cantato pulito, tempi lenti e sonorità decadenti.
Il disco rappresenta inoltre l'unica pubblicazione con il bassista Mikael Oretoft nonché l'ultima in cui il cantante Jonas Renkse suona la batteria, decidendo di concentrarsi unicamente sul lato vocale a partire dagli album successivi.

## Tracce
Testi e musiche di Anders Nyström e Jonas Renkse.
1. I Break – 4:21
2. Stalemate – 4:18
3. Deadhouse – 4:35
4. Relention – 3:35
5. Cold Ways – 5:20
6. Gone – 2:47
7. Last Resort – 4:35
8. Nerve – 4:30
9. Saw You Drown – 5:02
10. Instrumental – 2:50
11. Distrust – 4:57

Tracce bonus nella riedizione del 2007
1. Quiet World – 4:39
2. Scarlet Heavens – 10:27

## Formazione
Gruppo
- Jonas Renkse – batteria, chitarra, voce
- Anders Nyström – chitarra, tastiera, cori
- Fred Norrman – chitarra
- Mikael Oretoft – basso

Produzione
- Katatonia – produzione
- Fred Estby – ingegneria del suono
- Tomas Skogsberg – ingegneria del suono
- Micke Åkerfeldt – co-produzione parti vocali